# Charles-Baptiste-François Vernerey
Charles Baptiste François Vernerey est un homme politique français né en 1749 à Baume-les-Dames (Doubs) et mort à Besançon le 4 mai 1798 (15 floréal an VI).

## Biographie
En 1791, la France devient une monarchie constitutionnelle en application de la constitution du 3 septembre. Le même mois, Charles-Baptiste-François Vernerey, alors administrateur du Doubs, est élu député du département, le sixième et dernier, à l'Assemblée nationale législative. 
Il siège à gauche dans l'hémicycle. Il est admis au club des Jacobins dès octobre 1791, lors de l'ouverture de la session parlementaire. En février 1792, il vote en faveur de la mise en accusation de Bertrand de Molleville, le ministre de la Marine. En avril, il vote pour que les soldats du régiment de Châteauvieux, qui s'étaient mutinés lors de l'affaire de Nancy, soient admis aux honneurs de la séance. En août enfin, il vote pour que le marquis de La Fayette soit mis en accusation. 
La monarchie prend fin à l'issue de la journée du 10 août 1792 : les bataillons de fédérés bretons et marseillais et les habitants des faubourgs de Paris prennent d'assaut le palais des Tuileries. Louis XVI, destitué, et sa famille sont incarcérés. En septembre, Vernerey est réélu député du Doubs, le cinquième sur six, à la Convention nationale. 
Il siège sur les bancs de la Montagne. Lors du procès de Louis XVI, il vote la mort et rejette l'appel au peuple et le sursis à l'exécution. En avril 1793, il est absent lors de la mise en accusation de Jean-Paul Marat. En mai, il vote contre le rétablissement de la Commission des Douze. 

## Sources
- « Charles-Baptiste-François Vernerey », dans Adolphe Robert et Gaston Cougny, Dictionnaire des parlementaires français, Edgar Bourloton, 1889-1891 [détail de l’édition]